# Stripchat

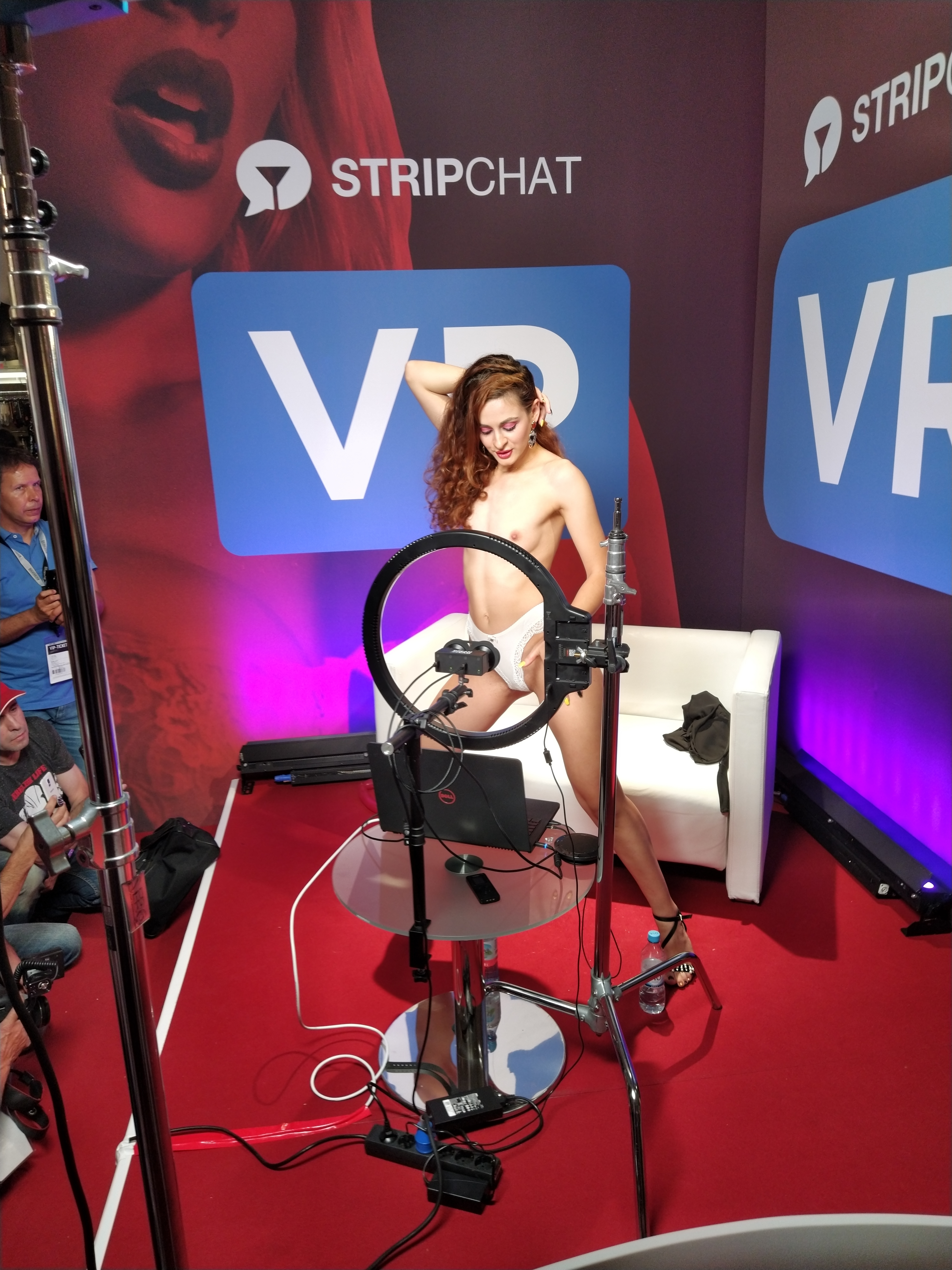
Une camgirl de Stripchat aux Vénus de Berlin 2019.

Stripchat est un site web pornographique proposant des spectacles érotiques et sexuels en direct, réalisés par des femmes (camgirls), des hommes (camboys), des transgenres ou des couples. Les activités présentées vont du striptease et des discussions érotiques à la masturbation avec des jouets sexuels, ou encore des rapports hétérosexuels, bisexuels ou homosexuels,,. En 2025, le site est la cible d'une enquête de la Commission européenne pour ne pas avoir mis en place de système approprié pour vérifier la majorité des personnes qui le visitent.

## Popularité
Le site enregistre en moyenne plus de 400 millions de visiteurs par mois, selon SimilarWeb. Il est lancé pour la première fois en 2016 et a depuis remporté de nombreux prix notamment celui de Site de Cams de l'Année et  celui d'Entreprise de Cams de l'Année aux XBIZ Europa Awards,.
La société a attiré l'attention du grand public avec des campagnes et des offres controversées, telles que l'offre de 15 millions de dollars pour rebaptiser le Superdome de La Nouvelle-Orléans et l'offre d'emplois aux membres de l'équipe qui ont quitté le plateau de tournage de Mission: Impossible - Dead Reckoning Part One à la suite d'une diatribe de Tom Cruise,.

## Pandémie de COVID-19
Stripchat et d'autres sites de cam ont connu une croissance significative en 2020 en raison de la pandémie de COVID-19. Pendant les confinements en mars 2020, les visites sur le site augmentent de 25% dans des pays comme les États-Unis et le Royaume-Uni. Même après la levée des restrictions dans la plupart des pays, le trafic continue d'augmenter, atteignant un pic de près de 120 millions en août, contre environ 60 millions en janvier, une inversion des modèles de trafic traditionnels. En novembre 2020, les visites mensuelles sur le site sont plus de deux fois supérieures à ce qu'elles sont un an plus tôt. Pendant la même période, le nombre de modèles apparaissant sur le site augmente de 300 000. Lors d'une interview avec BBC News, un représentant déclare que de nombreux artistes pour adultes traditionnels étaient passés à la diffusion en direct en raison du manque de production sur les plateaux de tournage de films pornographiques traditionnels, tout comme d'autres types de travailleurs du sexe et d'amateurs. Stripchat tente de compenser la concurrence accrue des nouveaux artistes venant sur le site en offrant des jetons gratuits aux nouveaux utilisateurs,.
Beaucoup des nouveaux utilisateurs du site résultent de l'évolution des modes de travail. Selon les données publiées par la société en juin 2020, 75% des visiteurs du site venaient entre 10 heures du matin et 18 heures.
En juin 2020, à la suite de la fermeture prolongée de nombreuses entreprises en raison de la pandémie de COVID, Stripchat offre une publicité gratuite aux petites entreprises sur la plateforme. La société demande aux petites entreprises d'envoyer des vêtements de marque pour les faire parvenir à ses modèles les plus populaires. Plusieurs entreprises ont fait une demande et sont acceptées, notamment une entreprise de fournitures artistiques, un dispositif de dysfonction érectile, un studio de photographie et un maquilleur. Les modèles portent les vêtements lors de leurs émissions régulières,,.

## Centre de Ressources sur la Sexualité
En plus de son contenu pour adultes, Stripchat gère un centre de ressources sur la sexualité, proposant des vidéos de thérapeutes répondant à des questions sur les problèmes sexuels et relationnels. Le site commence à héberger des sessions de diffusion en direct avec des thérapeutes agréés de la Sexual Health Alliance en juillet 2019, après qu'une étude montre que de nombreux utilisateurs ressentaient de l'anxiété liée à leur visionnage de webcam,,,.

## Partenariats sportifs
Stripchat cherche régulièrement des relations d'affaires avec des athlètes professionnels et des organisations sportives. En 2020, Stripchat offre 15 millions de dollars aux New Orleans Saints dans l'espoir d'obtenir les droits de dénomination du Superdome,. En mars 2021, la société fait une offre de 20 millions de livres pour remplacer la société italienne de pneus Pirelli en tant que sponsor principal du club de football Inter Milan, après que Pirelli n'ait pas renouvelé un accord vieux de près de trois décennies,.
En mai 2021, le combattant de l'UFC Nick Diaz annonce qu'il s'était associé à la société pour organiser des webinaires sur la légitime défense,,,.

## Procédures juridiques
Le 27 mai 2025, une enquête est ouverte par la Commission européenne à l'encontre de 4 sites web pornographiques, Pornhub, Stripchat, XNXX et XVideos, pour ne pas avoir mis en place de moyen appropriés pour s'assurer que les personnes qui les visitent sont majeures. Ils encourent une amende d'un montant allant jusqu'à 6 % de leur chiffre d'affaires mondial, et dans le cas de récidive une interdiction en Union européenne.